# Scott Pearson
Scott Pearson, född 19 december 1969, är en kanadensisk före detta professionell ishockeyforward som tillbringade tio säsonger i den nordamerikanska ishockeyligan National Hockey League (NHL), där han spelade för Toronto Maple Leafs, Quebec Nordiques, Edmonton Oilers, Buffalo Sabres och New York Islanders. Han producerade 98 poäng (56 mål och 42 assists) samt drog på sig 615 utvisningsminuter på 292 grundspelsmatcher.
Pearson spelade också för Moskitos Essen i Deutsche Eishockey Liga (DEL); Newmarket Saints, Halifax Citadels, Rochester Americans och St. John's Maple Leafs i American Hockey League (AHL); Gwinnett Gladiators i ECHL; Chicago Wolves i International Hockey League (IHL) samt Kingston Canadians, Kingston Raiders och Niagara Falls Thunder i Ontario Hockey League (OHL).
Pearson draftades av Toronto Maple Leafs i första rundan i 1988 års draft som sjätte spelare totalt.
Han är far till Chase Pearson, som spelar själv i NHL.

## Statistik
| Källa: Utv = Utvisningsminuter | Källa: Utv = Utvisningsminuter | Källa: Utv = Utvisningsminuter |             | Grundserie  | Grundserie  | Grundserie  | Grundserie  | Grundserie  |             | Slutspel    | Slutspel    | Slutspel    | Slutspel    | Slutspel    |
| Säsong                         | Lag                            | Liga                           | Matcher     | Mål         | Assist      | Poäng       | Utv         | Matcher     | Mål         | Assist      | Poäng       | Utv         |             |             |
| ------------------------------ | ------------------------------ | ------------------------------ | ----------- | ----------- | ----------- | ----------- | ----------- | ----------- | ----------- | ----------- | ----------- | ----------- | ----------- | ----------- |
| 1984–1985                      | Cornwall Royals                |                                | 60          | 40          | 40          | 80          | 60          | —           | —           | —           | —           | —           |             |             |
| 1985–1986                      | Kingston Canadians             | OHL                            | 63          | 16          | 23          | 39          | 56          | —           | —           | —           | —           | —           |             |             |
| 1986–1987                      | Kingston Canadians             | OHL                            | 62          | 30          | 24          | 54          | 101         | 9           | 3           | 3           | 6           | 42          |             |             |
| 1987–1988                      | Kingston Canadians             | OHL                            | 46          | 26          | 32          | 58          | 117         | —           | —           | —           | —           | —           |             |             |
| 1988–1989                      | Toronto Maple Leafs            | NHL                            | 9           | 0           | 1           | 1           | 2           | —           | —           | —           | —           | —           |             |             |
|                                | Kingston Raiders               | OHL                            | 13          | 9           | 8           | 17          | 34          | —           | —           | —           | —           | —           |             |             |
|                                | Niagara Falls Thunder          | OHL                            | 32          | 26          | 34          | 60          | 90          | 17          | 14          | 10          | 24          | 53          |             |             |
| 1989–1990                      | Toronto Maple Leafs            | NHL                            | 41          | 5           | 10          | 15          | 90          | 2           | 2           | 0           | 2           | 10          |             |             |
|                                | Newmarket Saints               | AHL                            | 18          | 12          | 11          | 23          | 64          | —           | —           | —           | —           | —           |             |             |
| 1990–1991                      | Toronto Maple Leafs            | NHL                            | 12          | 0           | 0           | 0           | 20          | —           | —           | —           | —           | —           |             |             |
|                                | Quebec Nordiques               | NHL                            | 35          | 11          | 4           | 15          | 86          | —           | —           | —           | —           | —           |             |             |
|                                | Halifax Citadels               | AHL                            | 24          | 12          | 15          | 27          | 44          | —           | —           | —           | —           | —           |             |             |
| 1991–1992                      | Quebec Nordiques               | NHL                            | 10          | 1           | 2           | 3           | 14          | —           | —           | —           | —           | —           |             |             |
|                                | Halifax Citadels               | AHL                            | 5           | 2           | 1           | 3           | 4           | —           | —           | —           | —           | —           |             |             |
| 1992–1993                      | Quebec Nordiques               | NHL                            | 41          | 13          | 1           | 14          | 95          | 3           | 0           | 0           | 0           | 0           |             |             |
|                                | Halifax Citadels               | AHL                            | 5           | 3           | 1           | 4           | 25          | —           | —           | —           | —           | —           |             |             |
| 1993–1994                      | Edmonton Oilers                | NHL                            | 72          | 19          | 18          | 37          | 165         | —           | —           | —           | —           | —           |             |             |
| 1994–1995                      | Edmonton Oilers                | NHL                            | 28          | 1           | 4           | 5           | 54          | —           | —           | —           | —           | —           |             |             |
|                                | Buffalo Sabres                 | NHL                            | 14          | 2           | 1           | 3           | 20          | 5           | 0           | 0           | 0           | 4           |             |             |
| 1995–1996                      | Buffalo Sabres                 | NHL                            | 27          | 4           | 0           | 4           | 67          | —           | —           | —           | —           | —           |             |             |
|                                | Rochester Americans            | AHL                            | 26          | 8           | 8           | 16          | 113         | —           | —           | —           | —           | —           |             |             |
| 1996–1997                      | Toronto Maple Leafs            | NHL                            | 1           | 0           | 0           | 0           | 2           | —           | —           | —           | —           | —           |             |             |
|                                | St. John's Maple Leafs         | AHL                            | 14          | 5           | 2           | 7           | 26          | 9           | 5           | 2           | 7           | 14          |             |             |
| 1998–1999                      | Chicago Wolves                 | IHL                            | 62          | 23          | 13          | 36          | 154         | 8           | 4           | 1           | 5           | 50          |             |             |
| 1997–1998                      | Chicago Wolves                 | IHL                            | 78          | 34          | 17          | 51          | 225         | 22          | 12          | 6           | 18          | 50          |             |             |
| 1999–2000                      | New York Islanders             | NHL                            | 2           | 0           | 1           | 1           | 0           | —           | —           | —           | —           | —           |             |             |
|                                | Chicago Wolves                 | IHL                            | 77          | 19          | 14          | 33          | 124         | 16          | 5           | 5           | 10          | 28          |             |             |
| 2000–2001                      | Moskitos Essen                 | DEL                            | 51          | 21          | 13          | 34          | 225         | —           | —           | —           | —           | —           |             |             |
| 2001–2006                      | Spelade ej.                    | Spelade ej.                    | Spelade ej. | Spelade ej. | Spelade ej. | Spelade ej. | Spelade ej. | Spelade ej. | Spelade ej. | Spelade ej. | Spelade ej. | Spelade ej. | Spelade ej. | Spelade ej. |
| 2006–2007                      | Gwinnett Gladiators            | ECHL                           | 1           | 0           | 0           | 0           | 0           | —           | —           | —           | —           | —           |             |             |
| NHL totalt                     | NHL totalt                     | NHL totalt                     | 292         | 56          | 42          | 98          | 615         | 10          | 2           | 0           | 2           | 14          |             |             |
| AHL totalt                     | AHL totalt                     | AHL totalt                     | 92          | 42          | 38          | 80          | 276         | 9           | 5           | 2           | 7           | 14          |             |             |
| IHL totalt                     | IHL totalt                     | IHL totalt                     | 217         | 76          | 44          | 120         | 503         | 46          | 21          | 12          | 33          | 128         |             |             |
| OHL totalt                     | OHL totalt                     | OHL totalt                     | 216         | 107         | 121         | 228         | 398         | 26          | 17          | 13          | 30          | 95          |             |             |